# Primulina skogiana
Primulina skogiana là một loài thực vật có hoa trong họ Tai voi (Gesneriaceae). Loài này có ở Cam Túc (Trung Quốc); được Z.Yu.Li mô tả khoa học đầu tiên năm 1997 dưới danh pháp Chirita skogiana. Năm 2011, Mich.Möller & A.Weber chuyển nó sang chi Primulina.